# Hortipes griswoldi
Hortipes griswoldi är en spindelart som beskrevs av Jan Bosselaers och Rudy Jocqué 2000. Hortipes griswoldi ingår i släktet Hortipes och familjen flinkspindlar. Inga underarter finns listade i Catalogue of Life.